# Крісте Гейнс
Крісте Гейнс (англ. Chryste Gaines; нар. 14 вересня 1970) — американська легкоатлетка, що спеціалізується на спринті, олімпійська чемпіонка 1996 року, бронзова призерка Олімпійських ігор 2000 року, дворазова чемпіонка світу.

## Кар'єра
| Рік             | Змагання                     | Місто               | Місце           | Дисципліна            | Примітки        |
| Представник США | Представник США              | Представник США     | Представник США | Представник США       | Представник США |
| --------------- | ---------------------------- | ------------------- | --------------- | --------------------- | --------------- |
| 1993            | Універсіада                  | Баффало, США        | 5               | біг на 100 метрів     | 11.65           |
| 1993            | Універсіада                  | Баффало, США        | 1               | естафета 4×100 метрів | 43.37           |
| 1995            | Чемпіонат світу в приміщенні | Барселона, Іспанія  | 7               | біг на 60 метрів      | 7.22            |
| 1995            | Чемпіонат світу              | Гетеборг, Швеція    | 1               | естафета 4×100 метрів | 42.12           |
| 1996            | Олімпійські ігри             | Атланта, США        | 1               | естафета 4×100 метрів | 41.95           |
| 1997            | Чемпіонат світу в приміщенні | Париж, Франція      | 4 (півфінали)   | біг на 200 метрів     | 23.31           |
| 1997            | Чемпіонат світу              | Афіни, Греція       | 8               | біг на 100 метрів     | 11.32           |
| 1997            | Чемпіонат світу              | Афіни, Греція       | 1               | естафета 4×100 метрів | 41.47           |
| 2000            | Олімпійські ігри             | Сідней, Австралія   | 4 (півфінали)   | біг на 100 метрів     | 11.23           |
| 2000            | Олімпійські ігри             | Сідней, Австралія   | —               | естафета 4×100 метрів | DSQ             |
| 2001            | Чемпіонат світу в приміщенні | Лісабон, Португалія | 3               | біг на 60 метрів      | 7.12            |
| 2001            | Чемпіонат світу              | Едмонтон, Канада    | 4               | біг на 100 метрів     | 11.06           |
| 2001            | Чемпіонат світу              | Едмонтон, Канада    | —               | естафета 4×100 метрів | DSQ             |
| 2003            | Чемпіонат світу              | Париж, Франція      | 2               | естафета 4×100 метрів | 41.83           |